# Kaštel Sućurac
Kaštel Sućurac – osada będąca częścią miasta Kaštela w żupanii splicko-dalmatyńskiej w Chorwacji. W 2011 roku liczyła 6829 mieszkańców.